# Today (NBC)
Today, allgemein als The Today Show bezeichnet, ist eine US-amerikanische Fernsehsendung, in der Nachrichten, Informationen und Gespräche (vor allem Interviews) in Form eines morgendlichen Magazins (Frühstücksfernsehen) auf dem Fernsehsender NBC der National Broadcasting Company präsentiert werden. Die am 14. Januar 1952 gestartete Sendung ist das weltweit älteste und erfolgreichste morgendliche Informationsprogramm. Sie ist außerdem die US-Fernsehproduktion mit der drittlängsten Laufzeit.

## Geschichte
Der Erfinder von The Today Show ist Pat Weaver. Nach seinen Ideen ging am 14. Januar 1952 die Sendung mit Dave Garroway erstmals auf Sendung. Das Maskottchen der ersten Jahre war der Schimpanse J. Fred Muggs. Durch ihren sehr bald erreichten großen Erfolg wurde die Sendung ein Vorbild für zahlreiche US-amerikanische Ableger und nicht zuletzt das ZDF-Morgenmagazin.

### Länge und Ausstrahlung
In den Anfangsjahren wurde sie dreistündig produziert und jeweils nur zweistündig in den EST- und CST-Zeitzonen jeweils von 7 bis 9 Uhr (und damit zweistündig) gezeigt. Bald darauf wurde sie fünfstündig produziert, wovon jeweils 2 Stunden live in den jeweiligen vier Zeitzonen ausgestrahlt wurden. Ab 1958 erfolgte die Produktion nur noch zweistündig und die Ausstrahlung entsprechend zeitversetzt.
Ab dem 2. Oktober 2000 wurde durchgängig ein dreistündiges Programm produziert und ausgestrahlt, seit dem 10. September 2007 sind es vier Stunden pro Tag.
Ursprünglich nur an Wochentagen (außer USA-weiten Feiertagen) ausgestrahlt, wird sie seit 1987 auch an Sonntagen (Länge von einer Stunde) und seit 1992 an Samstagen (mit zwei Stunden Länge) ausgestrahlt.

### Produktionsort
Ursprünglich wurde Today in der RCA Exhibition Hall in der 49th Street von Manhattan produziert. Heute befindet sich dort das Auktionshaus Christie’s.
1958 zog die Sendung in das Studio 3K des gegenüberliegenden RCA Building um, bis es 1962 in ein an der Straße liegendes Studio umzog. 1965 erfolgte wieder ein Umzug in das RCA Building, was durch die beginnende Farbfernsehausstrahlung bedingt war (NBC konnte sich nicht zwei Nachrichtenstudios mit teuren Farbkameras leisten). In den folgenden rund 20 Jahren belegte die Sendung verschiedene Etagen des NBC-Hauptquartiers, u. a. Studio 3K in den 1970er Jahren, 8G in den späten 1970ern und frühen 1980ern und zuletzt von 1983 bis 1994 Studio 3B.
Im Juni 1994 zog Today in das heutige, direkt an einer Straßenkreuzung gelegene Studio 1A im Rockefeller Center.
Während der letzten großen Renovierung und Neugestaltung des Studios im Sommer 2006 wurde die Sendung in einem Außenstudio auf dem Rockefeller Plaza aufgenommen. Seit dem Abschluss der Umbauarbeiten wird Today in HDTV (1080i) produziert und ausgestrahlt. Im Herbst 2013 wurde das Studio 1A erneut renoviert was zur Folge hatte, dass die Sendung wie 2006 nach draußen auf den Rockefeller Plaza verlegt wurde. Das neue Studio wurde am 16. September 2013 eingeweiht.

## Moderatoren von Today

### Hauptmoderatoren

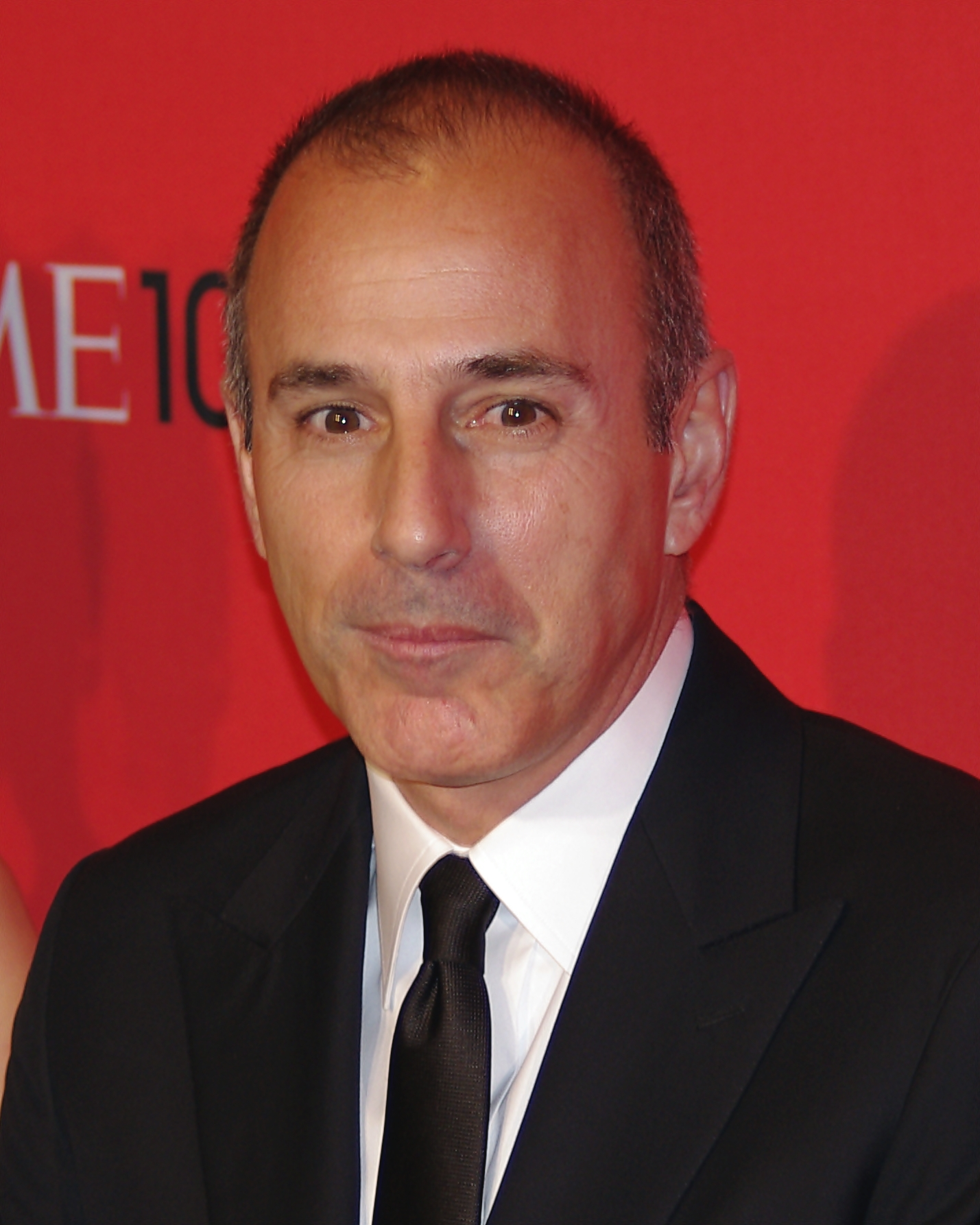
Matt Lauer von 1997 bis 2017
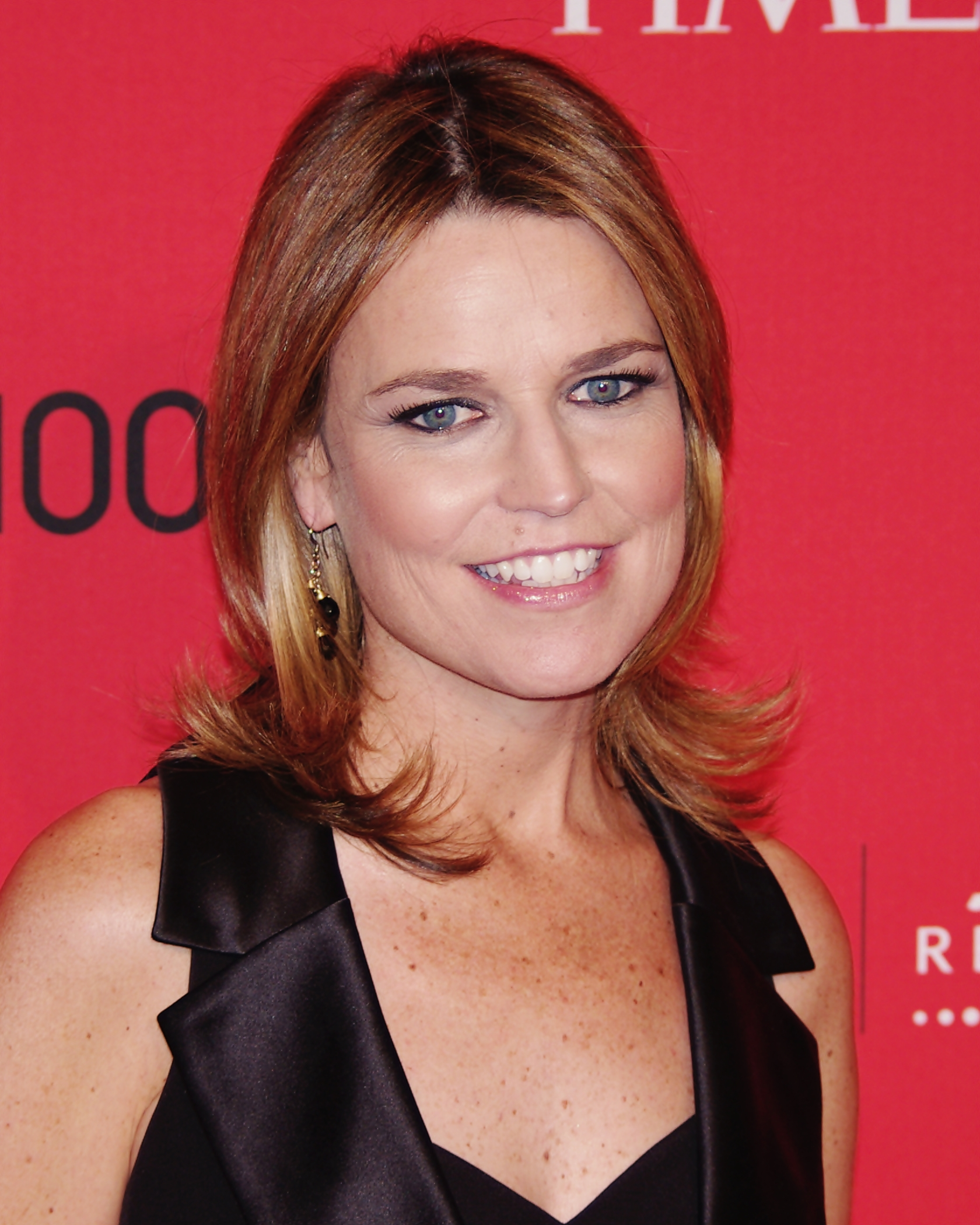
Savannah Guthrie seit 2012

In der Ausgabe vom 29. November 2017 wurde bekannt, dass der bisherige Hauptmoderator der Sendung, Matt Lauer, wegen „unangemessenen Verhaltens“ gegenüber einer Arbeitskollegin fristlos entlassen wurde. Die Stellungnahme des Vorstandsvorsitzenden von NBC News, Andrew Lack, wurde während der Livesendung von Lauers Kollegin Savannah Guthrie als erste Meldung des Tages verlesen. Guthrie hat die Information selbst erst kurz vor Sendungsbeginn erhalten. Die Anschuldigungen betreffen sexuelles Fehlverhalten während der Olympischen Winterspiele 2014 in Sotschi, die auch danach noch andauerten. Lauer war einer der bekanntesten und einflussreichsten Moderatoren einer amerikanischen Nachrichtensendung und seit über 20 Jahren zunächst als Ersatzmoderator und seit 1997 als Hauptmoderator der Today Show beim Sender gewesen.
| Aktuelle Moderatoren  |           |
| Savannah Guthrie      | seit 2012 |
| Ehemalige Moderatoren |           |
| Matt Lauer            | 1997–2017 |
| Ann Curry             | 2011–2012 |
| Meredith Vieira       | 2006–2011 |
| Katie Couric          | 1991–2006 |
| Joe Garagiola         | 1990–1992 |
| Deborah Norville      | 1990–1991 |
| Bryant Gumbel         | 1982–1997 |
| Chris Wallace         | 1982      |
| Jane Pauley           | 1976–1989 |
| Tom Brokaw            | 1976–1981 |
| Jim Hartz             | 1974–1976 |
| Frank McGee           | 1971–1974 |
| Barbara Walters       | 1963–1976 |
| Hugh Downs            | 1962–1971 |
| John Chancellor       | 1961–1962 |
| Dave Garroway         | 1952–1961 |

### Nachrichtensprecher

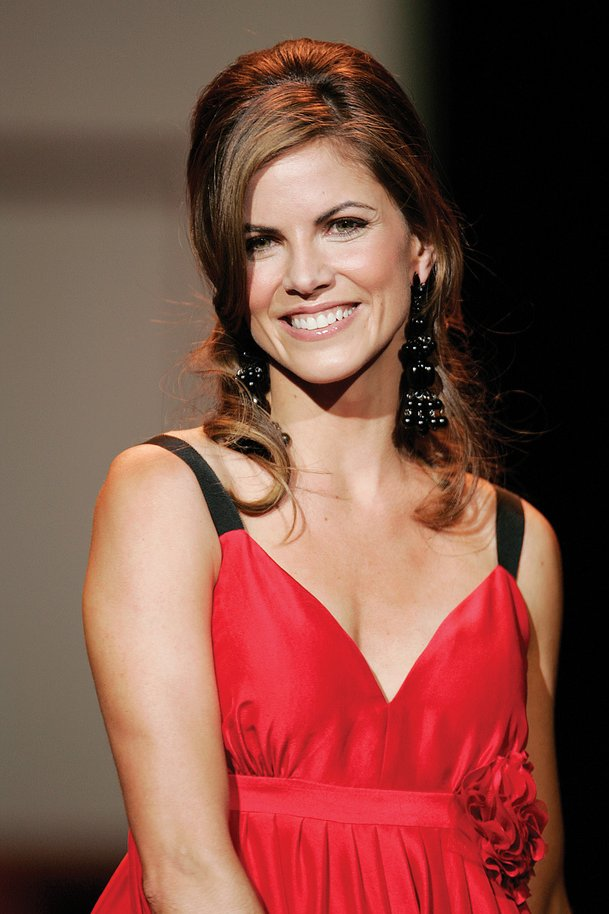
Natalie Morales seit 2011

| Aktuelle Moderatoren  |           |
| Natalie Morales       | seit 2011 |
| Ehemalige Moderatoren |           |
| Ann Curry             | 1997–2011 |
| Matt Lauer            | 1994–1997 |
| Margaret Larson       | 1992–1994 |
| Faith Daniels         | 1990–1992 |
| Deborah Norville      | 1989–1990 |
| John Palmer           | 1982–1989 |
| Tony Guida            | 1979      |
| Floyd Kalber          | 1976–1979 |
| Tom Brokaw            | 1976–1981 |
| Lew Wood              | 1975–1976 |
| Frank Blair           | 1953–1975 |
| Jim Fleming           | 1952–1953 |

Von 1979 bis 1981 fungierten die Hauptmoderatoren Jane Pauley und Tom Brokaw auch als Nachrichtensprecher.

### Wettermoderatoren

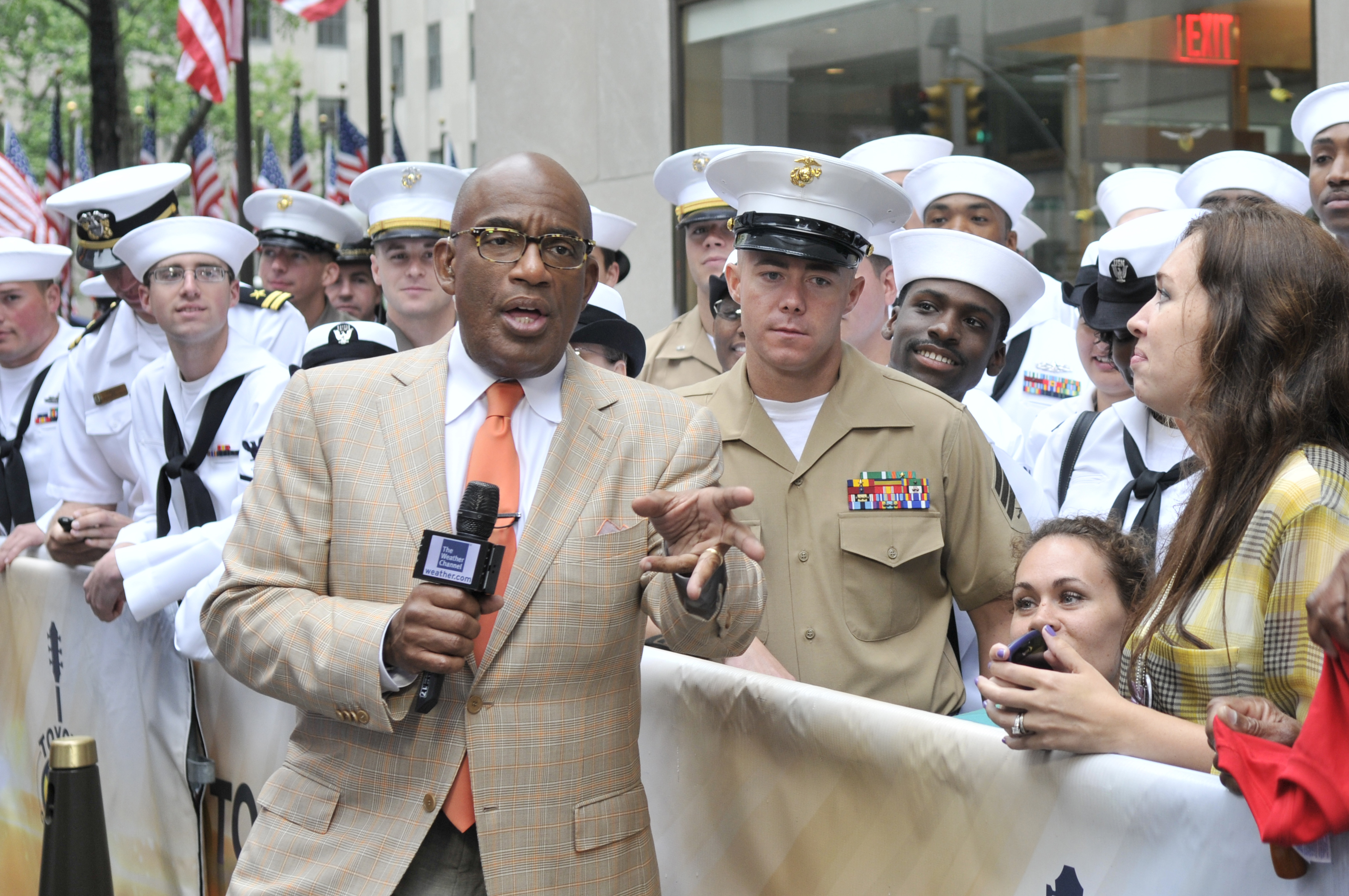
Al Roker seit 1996

| Aktuelle Moderatoren  |           |
| Al Roker              | seit 1996 |
| Ehemalige Moderatoren |           |
| Willard Scott         | 1980–1996 |
| Bob Ryan              | 1978–1980 |

### Today’s Take
Die dritte Stunde der Sendung wird von folgenden Moderatoren moderiert:

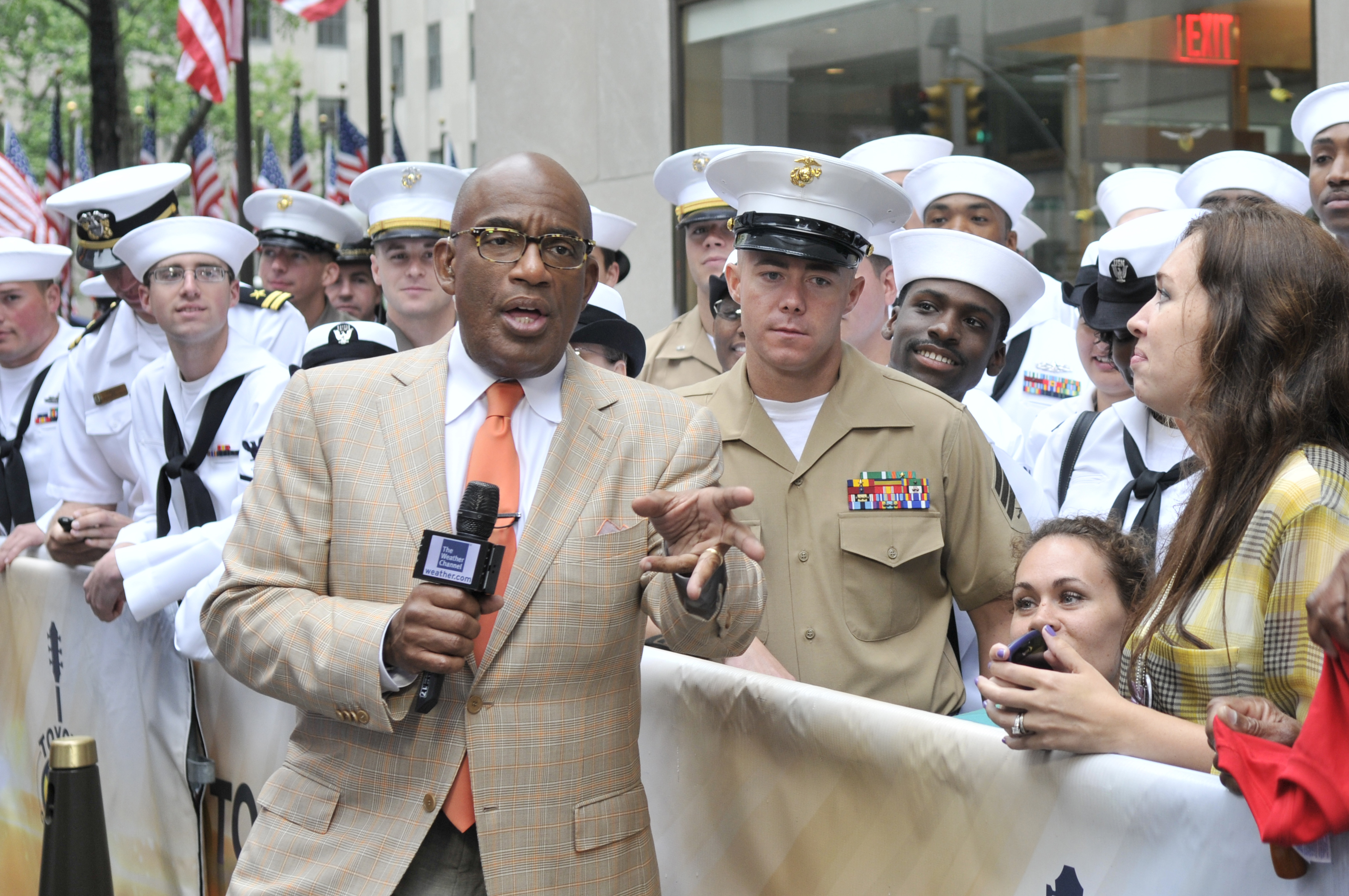
Al Roker seit 2000
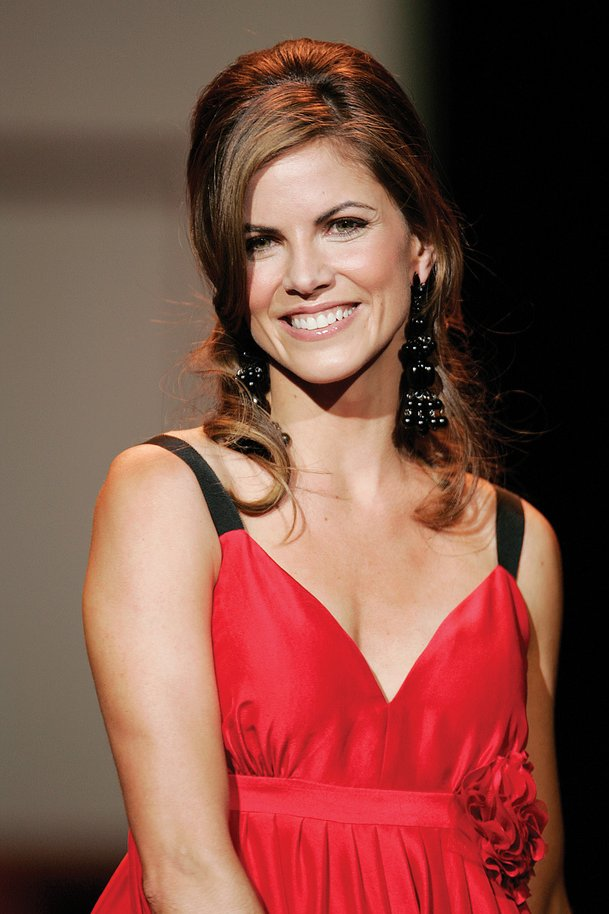
Natalie Morales seit 2008
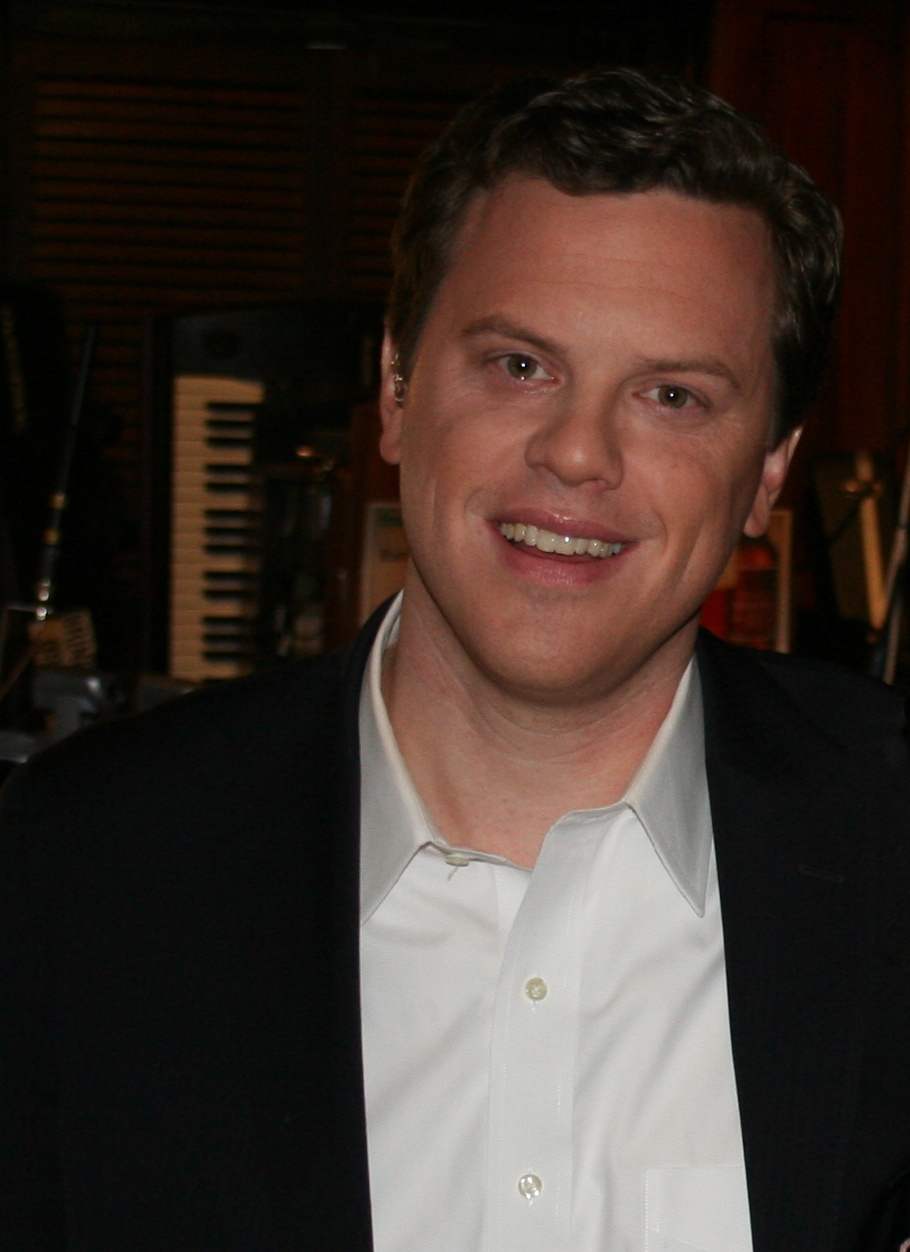
Willie Geist seit 2012

| Aktuelle Moderatoren  |           |
| Al Roker              | seit 2000 |
| Natalie Morales       | seit 2008 |
| Willie Geist          | seit 2012 |
| Tamron Hall           | seit 2014 |
| Ehemalige Moderatoren |           |
| Ann Curry             | 2000–2011 |
| Savannah Guhtrie      | 2011–2012 |

### Today with Kathie Lee and Hoda
Die vierte Stunde der Sendung wird von folgenden Moderatoren moderiert

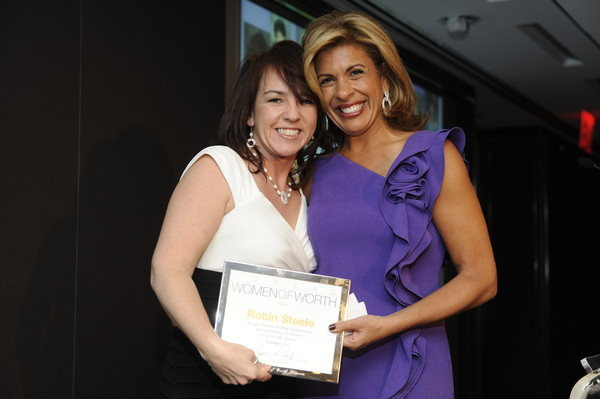
Hoda Kotb (rechts) seit 2007
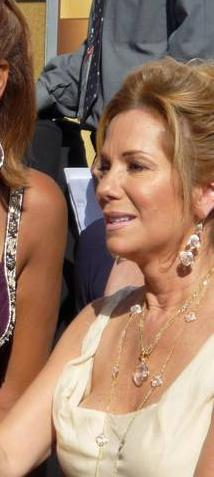
Kathie Lee Gifford seit 2008

| Aktuelle Moderatoren  |           |
| Hoda Kotb             | seit 2007 |
| Kathie Lee Gifford    | seit 2008 |
| Ehemalige Moderatoren |           |
| Sarah Haines          | 2009–2013 |
| Natalie Morales       | 2007–2008 |
| Ann Curry             | 2007–2008 |

### Weekend Today
Die Wochenendausgabe wird von anderen Moderatoren und Nachrichtensprechern produziert:
- Lester Holt (Co-Moderator, seit 2003)
- Erica Hill (Co-Moderatorin, seit 2012)
- Jenna Wolfe (Nachrichtensprecherin, seit 2012, Co-Moderatorin 2007–2012)
- Dylan Dreyer (Wettermoderatorin, seit 2012)

Frühere Moderatoren waren:
- Amy Robach (2007–2012)
- David Bloom (1999–2003)
- Campbell Brown (2003–2007)
- Soledad O’Brien (1999–2003)
- Maria Shriver (1987–1990)
- Garrick Utley (1987–1992)
- Boyd Matson (1987–1988)
- Scott Simon (1992–1993)
- Jodi Applegate (1996–1999)

## Titelmusik
Dave Garroway wählte Sentimental Journey von Les Brown als erste Titelmusik. 1962, mit der Übernahme der Sendung durch Hugh Downs, wurde Melodie au Crepuscule von Django Reinhardt neue Titelmusik, welche 1963 durch Mist von Bobby Hackett und John B. Seng ersetzt wurde.
1971 komponierte Ray Ellis ein eigenes instrumentales Titelthema mit dem Titel This is Today. Da Ellis seine Komposition sehr eng an Day by Day des Musicals Godspell angelehnt hatte, wurde er verklagt und verlor. 1978 musste daher das Thema abgeändert werden und orientierte sich an der Erkennungsmusik von NBC. 1982 entstand eine neue Version des Themas, welches bis 1985 verwendet wurde.
1985 schrieb John Williams eine Reihe von Titelmusiken für NBC, darunter zwei für Today. Eines orientierte sich an The Mission, welches er für die Sendung NBC Nightly News geschaffen hatte und wurde bis 1993 verwendet, ein zweites nannte sich Scherzo for Today und wurde bis 1990 benutzt.
Seitdem wird eine Fanfaren-Musik verwendet.

## Ausstrahlungen außerhalb der USA

### Europa
In Europa und dem Nahen Osten wird die Sendung derzeit via Satellit beim Sender Orbit News ausgestrahlt.
Von 1989 bis 1993 erfolgte eine Ausstrahlung bei Sky News.

### Deutschland
Von 1993 bis 1998 wurde Today auch in Deutschland im Rahmen von NBC Europe ins Kabelnetz eingespeist und via Satellit übertragen. Anfangs erfolgte dies live (durch die Zeitzonendifferenz entsprechend von 13 bis 15 Uhr), ab 1995 dann am Morgen des Folgetages (von 7 bis 9 Uhr und dementsprechend als Wiederholung mit 18 Stunden Zeitversatz). Unter anderem durch die Vergrößerung des Programmfensters für das spätere GIGA TV entfiel auch die Ausstrahlung von Today in Deutschland.

### Australien
In Australien wird die wochentägliche Ausgabe von Today von Dienstag bis Sonntag auf dem Sender Seven jeweils von 4 bis 6 Uhr morgens ausgestrahlt.